# ロレンツォ・シミッチ
ロレンツォ・シミッチ（Lorenco Šimić、1996年7月15日 - ）は、クロアチア・スプリト出身のサッカー選手。セリエB・アスコリ・カルチョ1898 FC所属。ポジションはDF。

## クラブ経歴

### ハイドゥク・スプリト
2007年にハイドゥク・スプリトの下部組織に加入した。2014-15シーズン開幕時にトップチームへと昇格したものの、出場機会を得れず、2015年1月、FCホヴェルラ・ウージュホロドにレンタル移籍した。5月4日、第22節ディナモ・キーウとのリーグ戦でプロデビューと加入後初出場を飾った。2015-16シーズンはハイドゥク・スプリトに復帰し、2016年4月10日、第30節イストラ戦にてプロキャリア初ゴールを挙げた。2016-17シーズンからはレギュラーの座を掴み、このシーズンはリーグ戦計13試合に出場した。

### サンプドリア
2017年1月31日、セリエAのUCサンプドリアに移籍した。
2017-18シーズンは、冬までセリエBのエンポリFCにレンタルし、15試合に出場した。後半戦はセリエAのSPALにレンタルした。
2018-19シーズンは、買い取りオプション付きで再びSPALにレンタル移籍した。
2019年8月8日、HNKリエカにレンタル移籍したが、公式戦に1試合たりとも出場できなかった。
2020年2月6日、スロバキア1部リーグのFC DAC 1904ドゥナイスカー・ストレダにレンタル移籍した。

### ザグウェンビェ・ルビン
2020年8月14日、ザグウェンビェ・ルビンに2年契約で移籍した。

### レッチェ
2020年1月16日、USレッチェに移籍した。

### アスコリ
2022年7月21日、アスコリ・カルチョ1898 FCに2年契約で移籍した。